# 原大智 (サッカー選手)
原 大智（はら たいち、1999年5月5日 - ）は、東京都日野市出身のプロサッカー選手。Jリーグ・京都サンガF.C.所属。ポジションはフォワード（FW）。日本代表。

## 来歴

### プロ入り前
多摩平Jr.SCからFC東京U-15むさしに入団。多摩平Jr.SC時代から、U-15およびU-18時代のチームメイトである小林幹とともにチームの中心メンバーとして、得点王やMVPなどのタイトルを獲得していく。U-15時代はそれほど長身ではなく裏に抜けだすタイプのFWだったが、U-18になると身長が伸び、ポーランド代表のロベルト・レバンドフスキに憧れ万能型FWへとプレースタイルを変化させた。U-18時代においては、1年目、2年目はケガに苦しみ、出場機会も少なかった。しかし、3年時に行われた日本クラブユースサッカー選手権(U-18)大会では優勝し、自身も6得点をあげて得点王に輝いた。2017年には2種登録選手に登録されJ3リーグに出場。同年9月24日、品田愛斗とともに翌2018年度よりトップチームに昇格することが発表された。

### FC東京
2018年、FC東京のトップチームに昇格。3月7日、ルヴァンカップ第1節の横浜F・マリノス戦で途中出場からプロデビューを果たした。2019年はJ1での出場はルヴァンカップ1試合に留まるも、J3のFC東京U-23を主戦場として31試合に出場、19ゴールを挙げてJ3得点王となった。2020年8月1日、第8節のサガン鳥栖戦で1度はオウンゴールとなったが、試合後に自身のゴールに認められJ1初ゴールとなった。

### NKイストラ1961
2021年2月7日、クロアチアのNKイストラ1961に完全移籍で加入が内定した。2月25日、クロアチアカップのHNKシベニク戦で移籍後初ゴールを決めた。

### デポルティーポ・アラベス
2021年6月24日、デポルティーボ・アラベスと2年契約を締結した。8月14日、2021-22シーズン第1節の対レアル・マドリード戦にベンチ入りしたものの出場機会はなく、8月22日に行われた第2節の対RCDマヨルカ戦ではベンチ外となり、ラ・リーガデビューする間もなく移籍の噂が浮上していった。

### シント＝トロイデンVV
2021年8月23日、シント＝トロイデンVVへの1シーズンローンが発表された。10月2日、第10節のKVオーステンデ戦で初先発から移籍後初ゴールを決めた。2022年1月25日、第24節のロイヤル・アントワープFC戦では2試合連続得点をきめて好調をキープした。

### アラべス復帰
2022年6月7日、シント＝トロイデンからアラベスに復帰。9月10日、CDルーゴ戦で途中出場からシーズン初ゴールを決めた。

### 京都サンガF.C.
2023年7月3日、京都サンガF.C.へ完全移籍。

### 代表
2025年7月7日、不参加となった西村拓真に代わり、EAFF E-1サッカー選手権2025に出場する日本代表メンバーに追加召集された。

## 所属クラブ
- 多摩平Jr.SC（現：GrantFC）

（FC東京サッカースクール 飛田給スクール、深川アドバンスクラス、国分寺アドバンスクラス）
- 2012年 - 2014年  FC東京U-15むさし
- 2015年 - 2017年  FC東京U-18
  - 2017年  FC東京（2種登録選手）
- 2018年 - 2020年　 FC東京
- 2021年1月 - 同年6月  NKイストラ1961
- 2021年6月 - 2023年  デポルティーボ・アラベス
  - 2021年8月 - 2022年6月  シント＝トロイデンVV（期限付き移籍）
  - 2023年1月 - 同年6月   シント＝トロイデンVV（期限付き移籍）
- 2023年7月 -  京都サンガF.C.

## 個人成績
| 国内大会個人成績 | 国内大会個人成績   | 国内大会個人成績 | 国内大会個人成績 | 国内大会個人成績 | 国内大会個人成績 | 国内大会個人成績 | 国内大会個人成績 | 国内大会個人成績 | 国内大会個人成績 | 国内大会個人成績 | 国内大会個人成績 |
| 年度             | クラブ             | 背番号           | リーグ           | リーグ戦         | リーグ戦         | リーグ杯         | リーグ杯         | オープン杯       | オープン杯       | 期間通算         | 期間通算         |
| 年度             | クラブ             | 背番号           | リーグ           | 出場             | 得点             | 出場             | 得点             | 出場             | 得点             | 出場             | 得点             |
| 日本             | 日本               | 日本             | 日本             | リーグ戦         | リーグ戦         | リーグ杯         | リーグ杯         | 天皇杯           | 天皇杯           | 期間通算         | 期間通算         |
| ---------------- | ------------------ | ---------------- | ---------------- | ---------------- | ---------------- | ---------------- | ---------------- | ---------------- | ---------------- | ---------------- | ---------------- |
| 2018             | FC東京             | 24               | J1               | 0                | 0                | 3                | 0                | 0                | 0                | 3                | 0                |
| 2019             | FC東京             | 24               | J1               | 0                | 0                | 1                | 0                | 0                | 0                | 1                | 0                |
| 2020             | FC東京             | 24               | J1               | 26               | 3                | 1                | 0                | -                | -                | 27               | 3                |
| クロアチア       | クロアチア         | クロアチア       | クロアチア       | リーグ戦         | リーグ戦         | リーグ杯         | リーグ杯         | オープン杯       | オープン杯       | 期間通算         | 期間通算         |
| 2020-21          | イストラ           | 9                | プルヴァHNL      | 14               | 2                | 4                | 6                | -                | -                | 18               | 8                |
| ベルギー         | ベルギー           | ベルギー         | ベルギー         | リーグ戦         | リーグ戦         | リーグ杯         | リーグ杯         | ベルギー杯       | ベルギー杯       | 期間通算         | 期間通算         |
| 2021-22          | シント＝トロイデン | 18               | ジュピラー       | 28               | 8                | -                | -                | 1                | 0                | 29               | 8                |
| スペイン         | スペイン           | スペイン         | スペイン         | リーグ戦         | リーグ戦         | 国王杯           | 国王杯           | オープン杯       | オープン杯       | 期間通算         | 期間通算         |
| 2022-23          | アラベス           | 24               | セグンダ         | 15               | 1                | 1                | 1                | -                | -                | 16               | 2                |
| ベルギー         | ベルギー           | ベルギー         | ベルギー         | リーグ戦         | リーグ戦         | リーグ杯         | リーグ杯         | ベルギー杯       | ベルギー杯       | 期間通算         | 期間通算         |
| 2022-23          | シント＝トロイデン | 9                | ジュピラー       | 11               | 0                | -                | -                | 0                | 0                | 11               | 0                |
| 日本             | 日本               | 日本             | 日本             | リーグ戦         | リーグ戦         | リーグ杯         | リーグ杯         | 天皇杯           | 天皇杯           | 期間通算         | 期間通算         |
| 2023             | 京都               | 14               | J1               | 13               | 7                | -                | -                | -                | -                | 13               | 7                |
| 2024             | 京都               | 14               | J1               | 37               | 8                | 0                | 0                | 4                | 2                | 41               | 10               |
| 通算             | 日本               | 日本             | J1               | 86               | 18               | 5                | 0                | 4                | 2                | 85               | 20               |
| 通算             | クロアチア         | クロアチア       | プルヴァHNL      | 14               | 2                | 4                | 6                | -                | -                | 18               | 8                |
| 通算             | ベルギー           | ベルギー         | ジュピラー       | 39               | 8                | -                | -                | 1                | 0                | 40               | 8                |
| 通算             | スペイン           | スペイン         | セグンダ         | 15               | 1                | 1                | 1                | -                | -                | 16               | 2                |
| 総通算           | 総通算             | 総通算           | 総通算           | 144              | 29               | 10               | 7                | 5                | 2                | 159              | 38               |

| 2017   | F東23  | 45     | J3     | 18 | 5  | 18 | 5  |
| 2018   | F東23  | 24     | J3     | 23 | 4  | 23 | 4  |
| 2019   | F東23  | 24     | J3     | 31 | 19 | 31 | 19 |
| 通算   | 日本   | 日本   | J3     | 72 | 28 | 41 | 28 |
| 総通算 | 総通算 | 総通算 | 総通算 | 72 | 28 | 41 | 28 |

- 2017年は2種登録選手
- Jリーグ初出場 - 2017年3月12日 J3第1節・カターレ富山戦（江東区夢の島競技場）
- Jリーグ初得点 - 2017年7月1日 J3第15節・ブラウブリッツ秋田戦（味の素フィールド西が丘）

| 国際大会個人成績 | 国際大会個人成績 | 国際大会個人成績 | 国際大会個人成績 | 国際大会個人成績 |
| 年度             | クラブ           | 背番号           | 出場             | 得点             |
| AFC              | AFC              | AFC              | ACL              | ACL              |
| ---------------- | ---------------- | ---------------- | ---------------- | ---------------- |
| 2020             | FC東京           | 24               | 4                | 0                |
| 通算             | AFC              | AFC              | 4                | 0                |

その他の国際公式戦
- 2020年
  - AFCチャンピオンズリーグ2020・プレーオフ 1試合0得点

## タイトル

### クラブ
FC東京U-18
- 日本クラブユースサッカー選手権 (U-18)大会（2016年、2017年）
- 日本クラブユースサッカー選手権(U-18)関東大会（2017年）
- 高円宮杯U-18サッカーリーグ プレミアリーグEAST（2017年）
- 高円宮杯U-18サッカーリーグ チャンピオンシップ（2017年）

FC東京
- Jリーグカップ：1回（2020年）

### 代表
- EAFF E-1サッカー選手権（2025年）

### 個人
- 日本クラブユースサッカー選手権 (U-18)大会・得点王（2017年）
- J3リーグ・得点王（2019年）

## 代表歴
- U-18日本代表
  - SBSカップ 国際ユースサッカー（2017年）
  - U19-Four Nations（2017年）
  - AFC U-19選手権2018・予選（2017年）
- U-19日本代表
  - インドネシア遠征（2018年）
  - ロシア遠征（2018年）
  - メキシコ遠征（2018年）
  - AFC U-19選手権（2018年）
- U-20日本代表
  - 欧州遠征（2019年）
  - FIFA U-20ワールドカップ（2019年）
- 日本代表
  - EAFF E-1サッカー選手権（2025年）

### 試合数
- 国際Aマッチ 2試合 0得点（2025年 - ）

| 日本代表 | 国際Aマッチ | 国際Aマッチ |
| 年       | 出場        | 得点        |
| -------- | ----------- | ----------- |
| 2025     | 2           | 0           |
| 通算     | 2           | 0           |

### 出場
| No. | 開催日        | 開催都市 | スタジアム         | 対戦国 | 結果 | 監督   | 大会                       |
| --- | ------------- | -------- | ------------------ | ------ | ---- | ------ | -------------------------- |
| 1.  | 2025年7月12日 | 龍仁     | 龍仁ミルスタジアム | 中国   | ○2-0 | 森保一 | EAFF E-1サッカー選手権2025 |
| 2.  | 2025年7月15日 | 龍仁     | 龍仁ミルスタジアム | 韓国   | ◯1-0 | 森保一 | EAFF E-1サッカー選手権2025 |